# Kreuzspitze (Venedigergruppe)
Kreuzspitze – szczyt w grupie górskiej Venedigergruppe w Wysokich Taurach w Alpach Centralnych o wysokości 3155 m n.p.m. Położony w Tyrolu w Austrii, 7 km w linii prostej na południe od Großvenedigera. Szczyt można zdobyć ze schronisk Johannishütte (2121 m n.p.m.), Eisseehütte (2521 m n.p.m.) i Sajathütte (2600 m n.p.m.). Na szczycie znajduje się krzyż.